# Лураго д'Ерба
Лура̀го д'Ѐрба (на италиански: Lurago d'Erba; на ломбардски: Lüragh, Люраг) е градче и община в Северна Италия, провинция Комо, регион Ломбардия. Разположено е на 351 m надморска височина. Населението на общината е 5393 души (към 2017 г.).